# Manuel Ramil
Manuel Ramil (Ares, 8 de marzo de 1978) es un músico, compositor y productor español que ha sido miembro de bandas heavy metal como WarCry, Sauze o Alderaan,  Fue miembro de la banda de Folk Metal: Mägo de Oz. Actualmente es el líder y tecladista de la banda Adventus.

## Trayectoria
Manuel Ramil nació en la localidad coruñesa de Ares en 1978. Estudió Ciencias Políticas. Su primer contacto directo con la música fue a los 12 años, momento en el que comenzó a tomar clases de solfeo y piano clásico. Durante su etapa de estudiante en Santiago de Compostela, formó parte de la banda Torquemada.
Formó parte del grupo de rock español WarCry con el que grabó cinco discos como teclista y participó en sus giras por América Latina. Previo a su salida de WarCry creó el grupo Sauze con el que grabó dos discos. Posteriormente, pasó a formar parte de grupo Avalanch junto a otros músicos que ha reunió el guitarrista Alberto Rionda. En 2020, se integró Alderaan, la banda creada por Txus Di Fellatio, líder de Mägo de Oz, y de la que también forman parte la cantante Patricia Tapia, el guitarrista de Saratoga Niko del Hierro, Pablo García Fernández y Manuel Seoane. En paralelo, Ramil también creó la banda Adventus, junto con el cantante de Warcry Víctor García, el batería Alberto Ardines, el guitarrista Fernando Mon y el bajo Luis Melero, de Sauze.
Ramil instaló su estudio de grabación en su localidad natal y ha sido productor de bandas como Eco. Ha colaborado con bandas como Polisong y La Guagua, además de con la fadista Maria do Ceo y en las grabaciones de su sobrino Enrique Ramil. También ha creado el proyecto de canciones personalizadas Canciones de Colores.
Durante 2021 ejerció de teclista sustituto en la gira internacional de Mägo de Oz, para en enero del 2022 termina siendo teclista oficial del grupo tras la salida de Javi Diez

## Discografía

### WarCry
- 2002 - WarCry - El sello de los tiempos
- 2004 - WarCry - Alea Jacta Est
- 2005 - WarCry - ¿Dónde está la luz?
- 2006 - WarCry - Directo a la luz [en vivo]
- 2006 - WarCry - La quinta esencia

### Sauze
- 2008 - Sauze - Nada tiene sentido
- 2009 - Sauze - El mejor momento

### Mago de Oz
- 2022 - Mago de Oz - Love and Oz II

### Adventus
- 2021 Adventus - Morir y renacer
- 2022 Adventus - Saudade
- 2024 Adventus - Lo que trajo el viento